# Võsupere
Võsupere – wieś w Estonii, w prowincji Virumaa Zachodnia, w gminie Vihula.